# Discoglossus
A Discoglossus  a kétéltűek (Amphibia) osztályába, a békák (Anura) rendjébe és az Alytidae családba tartozó nem.

## Előfordulása
A nembe tartozó fajok Európa délnyugati országaiban és Északnyugat-Afrikában honosak.

## Rendszerezés
A nembe az alábbi 5 faj tartozik:
- ibériai korongnyelvűbéka (Discoglossus galganoi)
- spanyol korongnyelvűbéka (Discoglossus jeanneae)
- korzikai korongnyelvűbéka (Discoglossus montalenti)
- tarka korongnyelvűbéka (Discoglossus pictus)
- szardíniai korongnyelvűbéka (Discoglossus sardus)
- Discoglossus scovazzi